# John Dyring
John Dyring (født 14. juli 1983) er en dansk tidlige fodboldspiller, der bl.a. spillede for den danske 1. divisionsklub Skive IK og for Hobro IK.

## Karriere
Dyring fik debut i den bedste danske række i 2001, da han fik knap 10 minutter på banen for Viborg FF da de slog HFK Sønderjylland 3-1. Hans foreløbige sidste kamp i Superligaen var den 6. november 2005.
Den 1. januar 2007 skiftede John Dyring til Skive IK, efter han havde været udlejet til AC Horsens og Thisted FC. I Skive blev han blandt andet anfører for holdet. Efter 5 år i Skives gule trøje, fik Dyring i slutningen af august 2011 kontrakten med klubben ophævet. Dette skete efter at han efter et længere skadesforløb havde svært ved at tilkæmpe sig en plads på 1. holdet.
Efter kontraktophævelsen med Skive IK indgik John Dyring 1. september 2011 en aftale med 1. divisionsklubben Hobro Idræts Klub.
Den 10. juni 2013 vendte John Dyring hjem til Skive IK, hvor han har underskrev en toårig kontrakt. Skive IK var kort forinden rykket ned i 2. division vest, hvilket resulterede i, at Skive skiftede træner. I sin første kamp efter at være vendt tilbage til Skive IK blev han imidlertid skadet og måtte holde en måneds pause.
Efter fodboldkarrieren blev John Dyring efterskolelærer.